# Nột Thân
Nột Thân (chữ Hán: 訥親; tiếng Mãn: ᠨᡝᠴᡳᠨ, Möllendorff: necin, ? - 1749) là quan lại nhà Thanh, từng nhậm Binh bộ Thượng thư, Đại học sĩ, Quân cơ đại thần dưới thời Ung Chính và Càn Long.

## Tiểu sử
Nột Thân xuất thân từ tộc Nữu Hỗ Lộc thị thuộc Mãn Châu Tương Hoàng kỳ. Ông là cháu của Át Tất Long, dòng dõi của Hoằng Nghị công Ngạch Diệc Đô. Cha ông là Doãn Đức - con trai thứ sáu của Át Tất Long, dưới triều Ung Chính nhậm chức Nghị chính đại thần, tập tước Nhất đẳng Công.
Năm Ung Chính thứ 5 (1727), kế thừa tước Nhị đẳng Công, nhậm Tán trật đại thần. Tháng 9, thăng Ngự tiền đại thần, ông làm người cẩn thận trong sạch, "kì cư đệ cự ngao phọc phi trắc, tuyệt vô xa mã tích", được Ung Chính đế xem trọng, sau ban cho dự hàng Nội đại thần. Năm thứ 11 (1733), ông được thăng làm Quân cơ đại thần, tham dự việc cơ vụ.
Khi Càn Long Đế tức vị, Nột Thân được dự hiệp lực tổng lí sự vụ, tấn phong Nhất đẳng Công, Càn Long Đế còn gọi ông là [Đệ nhất tuyên lực đại thần; 第一宣力大臣].
Năm Càn Long thứ 2 (1737), ông thế Na Tô Đồ đảm nhận Binh bộ Thượng thư, sau cải thành Lại bộ, do Ngạc Thiện tiếp nhận. Năm thứ 10 (1745), Nột Thân thăng làm Bảo Hoà điện Đại học sĩ.
Năm thứ 13 (1748), ông chỉ huy Chiến dịch Đại - Tiểu Kim Xuyên. Nột Thân không có kinh nghiệm quân sự nên bị bại trận tổn thất quân nặng nề, thỉnh triều đình tăng thêm 3 vạn binh, Càn Long Đế đối với Nột Thân vô cùng thất vọng, nên lệnh cho Phó Hằng mang theo bảo đao của Át Tất Long, nhậm chức kinh lược truy bắt Nột Thân.
Năm thứ 14 (1749), lệnh áp giải Nột Thân hồi kinh, ban bảo đao linh lung của Át Tất Long buộc Nột Thân tự sát.